# ليز بلاتشفورد
ليز بلاتشفورد (بالإنجليزية: Liz Blatchford) هي تريثلت بريطانية، ولدت في 5 فبراير 1980 في ويلمسلو في المملكة المتحدة.

## وصلات خارجية
- الموقع الرسمي
- ليز بلاتشفورد على موقع اتحاد الترياتلون الدولي (الإنجليزية)
- ليز بلاتشفورد على موقع IAT Triathlon Database (الإنجليزية)
- ليز بلاتشفورد على موقع اتحاد ألعاب الكومنولث (مؤرشف) (الإنجليزية)
- ليز بلاتشفورد على موقع دورة ألعاب الكومنولث 2006 (مؤرشف) (الإنجليزية)